# Leonard Peskett
Leonard Peskett, britanski inženir in pomorski arhitekt družbe Cunard Line, * 1861 Združeno Kraljestvo † 1924 Združeno Kraljestvo. Peskett je načrtoval štiri potniške prekooceanske ladje v lasti družbe Cunard Line, to so bile RMS Mauretania, RMS Lusitania, RMS Aquitania in RMS Carmania. 
Peskett se je družbi Cunard Line pridružil leta 1884, predtem pa je bil vajenec v pristanišču H. M. Dockyard, kjer se je učil o pomorstvu in kasneje postal ladijski arhitekt. ￼￼Medtem, ko je služil v družbi Cunard Line, so njegove zasnove na ladjah vključevale vzdolžne prečne neprepustne pregrade, ki so lahko zadržale vdiranje vode in omogočile ladji plutje. Njegove zasnove so postavile standard v civilnem ladjedelništvu tistega časa. Peskett je v družbi Cunard Line ostal do svoje smrti leta 1924. 
Je avtor prispevka "Oblikovanje parnih plovil z vidika lastnika", objavljenega v izkazih institucije Naval Architects v Londonu leta 1914. 